# 金鍾陽
金鍾陽 （韓語：김종양，1961年10月30日—）為大韓民國前警官和現任國際刑警組織主席。

## 生平
金鍾陽曾经在2014至2015年任職韓國慶尚南道地方警察廳廳長，亦曾經在2015至2018年擔任國際刑警执行委员会亞洲區代表和國際刑警組織高級副主席。
2018年10月7日，由于前主席孟宏伟被中央纪委国家监委调查而提出辞呈，金鍾陽开始代理國際刑警組織主席一职；2018年11月21日，金鍾陽正式當选国际刑警组织主席。